# Passienus Paulus
Passienus Paulus (1. század – 2. század) római költő

## Élete
Elégiaköltő volt, Propertius családjához tartozott. Ifjabb Plinius nagy elismeréssel nyilatkozott róla az „Epistoles” 6. részének 15. levelében. Munkáiból semmi sem maradt fenn.